# Mardié
Mardié település Franciaországban, Loiret megyében. Lakosainak száma 3083 fő (2022. január 1.). Mardié Vennecy, Boigny-sur-Bionne, Bou, Chécy, Donnery, Jargeau, Saint-Denis-de-l’Hôtel és Traînou községekkel határos.

## Népesség
A település népességének változása:
| Lakosok száma | 1062 | 1791 | 2070 | 2550 | 2510 | 2684 | 2816 | 2866 | 2938 | 3083 |
|               | 1968 | 1982 | 1990 | 2006 | 2013 | 2015 | 2017 | 2019 | 2020 | 2022 |